# Desa Cihanjawar (administrativ by i Indonesien, lat -6,82, long 106,84)
Desa Cihanjawar är en administrativ by i Indonesien.   Den ligger i provinsen Jawa Barat, i den västra delen av landet, 70 km söder om huvudstaden Jakarta.